# Кременчуцький музей історії авіації та космонавтики
Кременчуцький музей історії авіації і космонавтики було відкрито 9 травня 2014 року за підтримки міського голови Олега Бабаєва. Ініціатор створення музею — краєзнавець, громадський діяч Анатолій Бишенко, голова громадської організації  «Кременчуцький музей історії авіації і космонавтики». 30 червня 2016 року рішенням Кременчуцької міської ради Полтавської області був створений  комунальний заклад культури «Кременчуцький музей історії авіації і космонавтики», який є правонаступником громадської організації.

## Експозиція
Експозиція музею представляє інформацію про Кременчуцький аероклуб 1938—1941 р.р., бойові дії радянської авіації при обороні Кременчука у 1941 році та його звільненні у 1943-му.
Окремі експонати розповідають про радянсько-американську операцію «Френтік», під час якої американські бомбардувальники базувались на аеродромах Полтавщини. Також у музеї представлені експонати щодо досягнень у космічній сфері та інформація про льотчиків-космонавтів, які мали безпосереднє відношення до міста: Леонова О.А. та Климука П.І. Експозицію музею складають близько 3 тис. експонатів. Наукова бібліотека налічує близько 2,5 тис. документів. За статистичними даними, з моменту відкриття музею загальна кількість  відвідувачів за рік становить 6000-6500 екскурсантів, в середньому 604 відвідувача у місяць. Працівниками музею проводяться виставки, постійно поповнюються музейні фонди.